# Episothalma fimbriaria
Episothalma fimbriaria là một loài bướm đêm trong họ Geometridae.